# Vladimír Prorok
Vladimír Prorok (* 28. Juli 1929 in Poštorná; † 8. Juni 2014 in Prag) war ein tschechoslowakischer Gerätturner und -trainer.

## Erfolge als Aktiver
Prorok wurde bei den ersten Turn-Europameisterschaften 1955 in Frankfurt am Main Europameister am Boden und Vize-Europameister an den Ringen.

## Trainerlaufbahn
Als Nationaltrainer der Tschechoslowakei sorgte Prorok seit 1958 für einen nationalen Höhenflug des Kunstturnens, der 1960 im Erfolg der Balkenolympiasiegerin von Rom, Eva Bosáková und danach in den insgesamt sieben Olympiasiegen von Věra Čáslavská bei den Olympischen Spielen in Tokio (1964) und Mexiko-Stadt (1968) gipfelte. 1981 holte der Turnwart des DTB, Hans-Jürgen Zacharias, Vladimir Prorok als Bundestrainer nach Deutschland. Zusammen mit seiner Frau Alena Proroková (geborene Tintěrová), die als Spitzen-Balkentrainerin galt, schuf Prorok professionellere Strukturen im bundesdeutschen weiblichen Kunstturnen, u. a. durch die internatsmäßige Unterbringung der jungen Turnerinnen im Leistungsstützpunkt Frankfurt am Main.
Obwohl sich die sportlichen Erfolge mit dem achten Platz in der Mannschaftswertung bei der WM 1983 in Budapest und dem vierten Platz bei den Olympischen Sommerspielen 1984 in Los Angeles einstellten, musste Prorok sich schon in dieser Zeit mit Widerständen aus dem Umfeld, insbesondere von einigen Heimtrainern der Turnerinnen, aber auch von breitensportlich eingestellten Funktionären des Deutschen Turner-Bundes auseinandersetzen. Nach dem elften Platz der bundesdeutschen Mannschaft bei der WM in Montreal entband der DTB ihn Anfang 1987 von seinen Aufgaben. Nachfolger wurde Norbert Kuhn, der die WM-Riege in Rotterdam nur auf Rang 15 führte und somit die Mannschafts-Qualifikation zu den Olympischen Sommerspielen 1988 in Seoul deutlich verfehlte.

## Persönliches
Mit seiner Ehefrau Alena lebte Prorok zuletzt als Rentner in Prag und widmete sich seinem Hobby, der Gärtnerei.

## Ehrungen
Frühjahr 2009: Verleihung des Ordens "Tibi Gracias" des Nationalen Tschechischen Olympischen Komitees